# Arnar Grétarsson
Arnar Grétarsson (Reykjavík, 20 febbraio 1972) è un ex calciatore islandese, di ruolo centrocampista, tecnico del Breidablik.

## Biografia
Il fratello, Sigurður Grétarsson, è stato anch'egli calciatore.

## Carriera

### Club
In patria ha legato la sua immagine al Breidablik del quale è diventato vice allenatore prima del ritiro, fuori dai confini nazionali ha vestito la maglia dei Rangers Glasgow, dell'AEK Atene e dei belgi del Lokeren.

### Nazionale
Vanta oltre settanta presenze nella nazionale maggiore islandese e oltre venti in quelle giovanili.

## Palmarès

### Giocatore

#### Competizioni nazionali
- Coppa di Grecia: 1

AEK Atene: 1999-2000
- Coppa d'Islanda: 1

Breiðablik: 2009
- 1. deild karla: 1

Breiðablik: 1993
- 3. deild karla: 1

KS/Leiftur: 1997
- Campionato scozzese: 2

Rangers: 1989-1990, 1996-1997
- Coppa di Lega scozzese: 1

Rangers: 1996-1997

### Allenatore

#### Competizioni nazionali
- Coppa di Lega islandese: 1

Breiðablik: 2015